# Loch an Alltain Fhearna
Loch an Alltain Fhearna är en sjö i Storbritannien.   Den ligger i kommunen Highland och riksdelen Skottland, i den norra delen av landet, 800 km norr om huvudstaden London. Loch an Alltain Fhearna ligger 140 meter över havet.  Trakten runt Loch an Alltain Fhearna består i huvudsak av gräsmarker.